# Palais de la République (Sénégal)
Pour les articles homonymes, voir Palais de la République.
Le palais de la République est une demeure historique, située à Dakar (Sénégal), dans le quartier du Plateau. Après avoir été la résidence officielle du gouverneur général de l'AOF, c'est aujourd'hui celle du président de la république du Sénégal. L'hôte actuel du palais de la République est Bassirou Diomaye Faye, président depuis 2024.

## Histoire

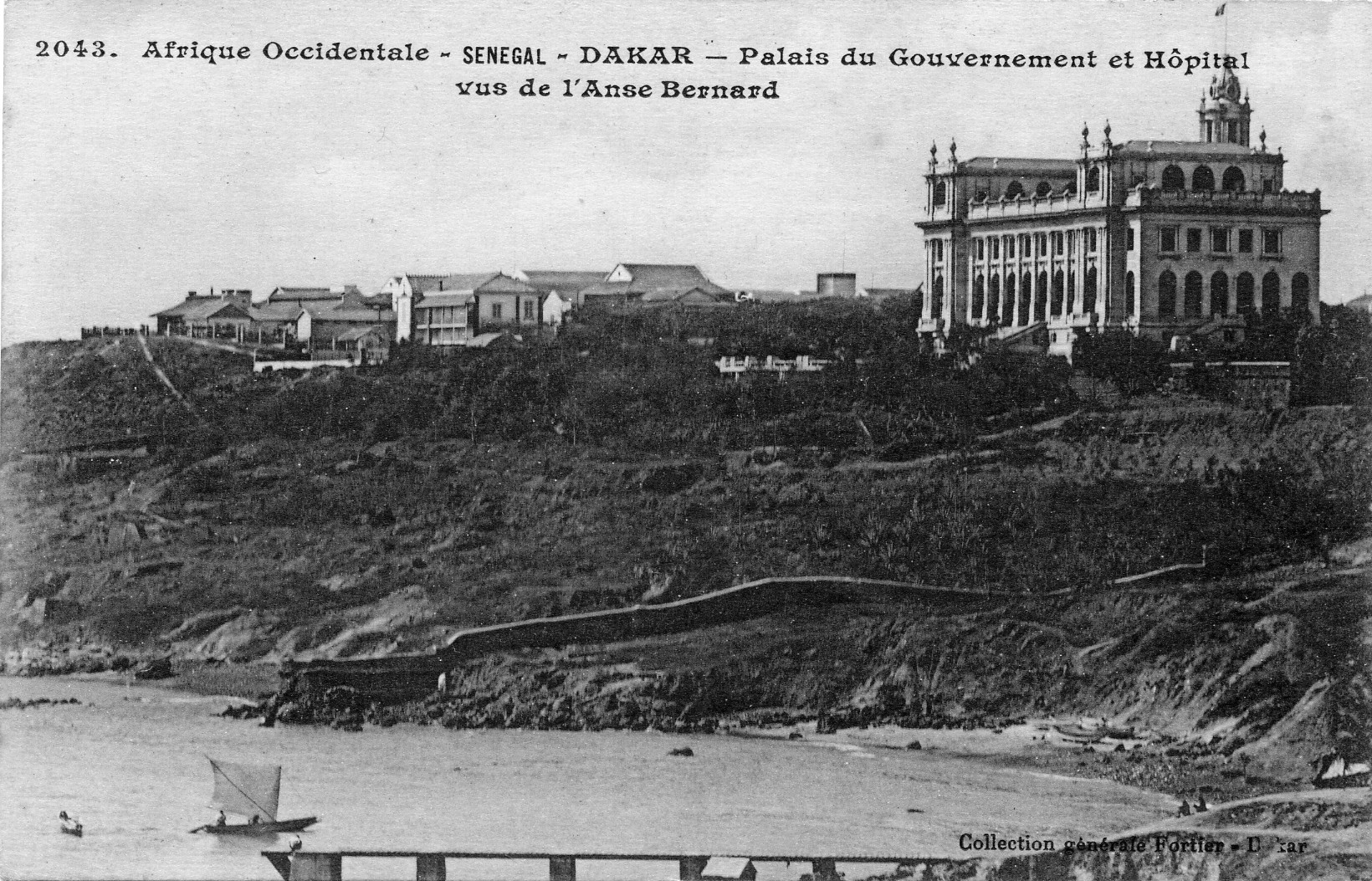
Le palais du Gouvernement général (vers 1920).

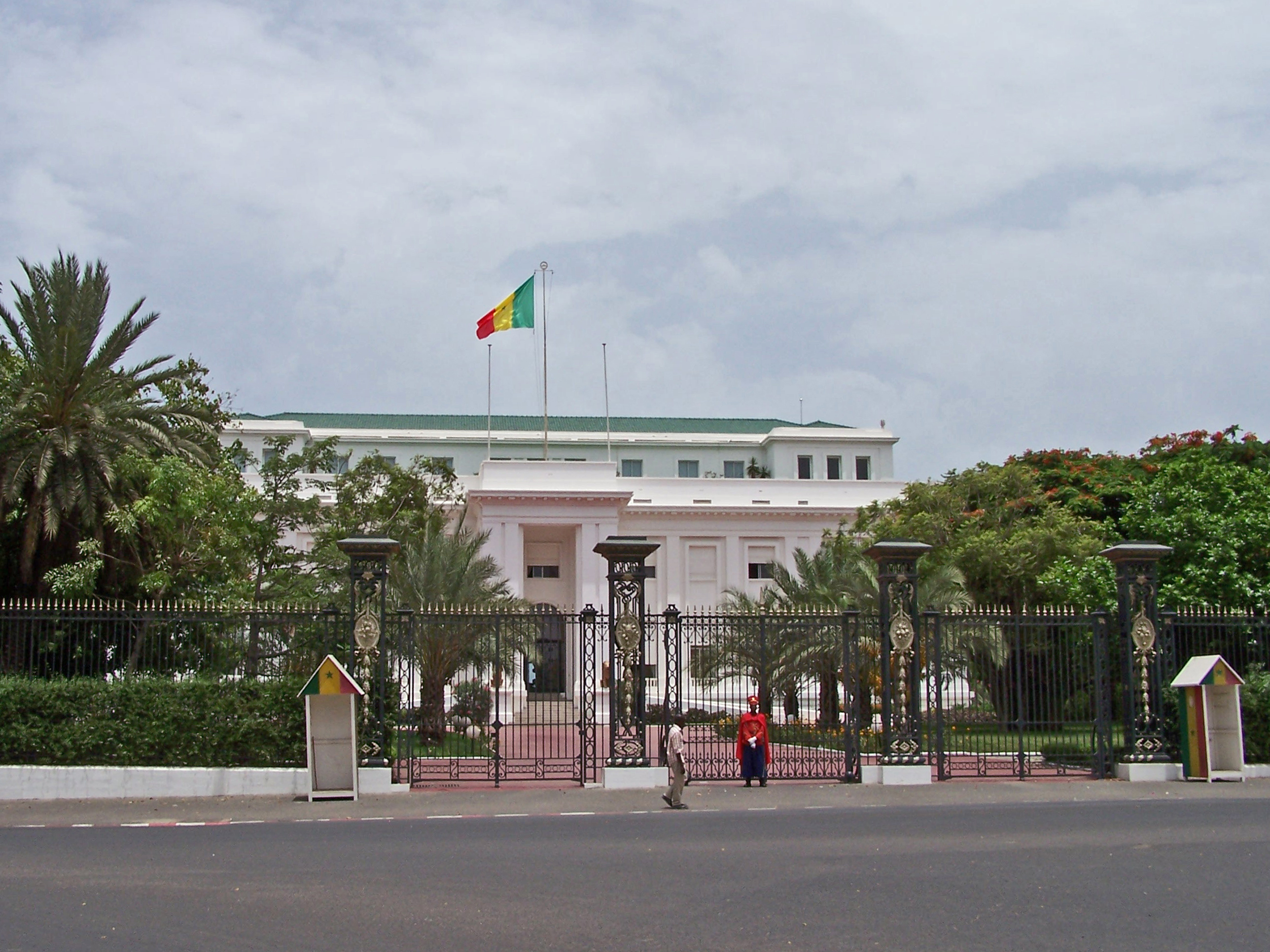
Le palais en 2007.

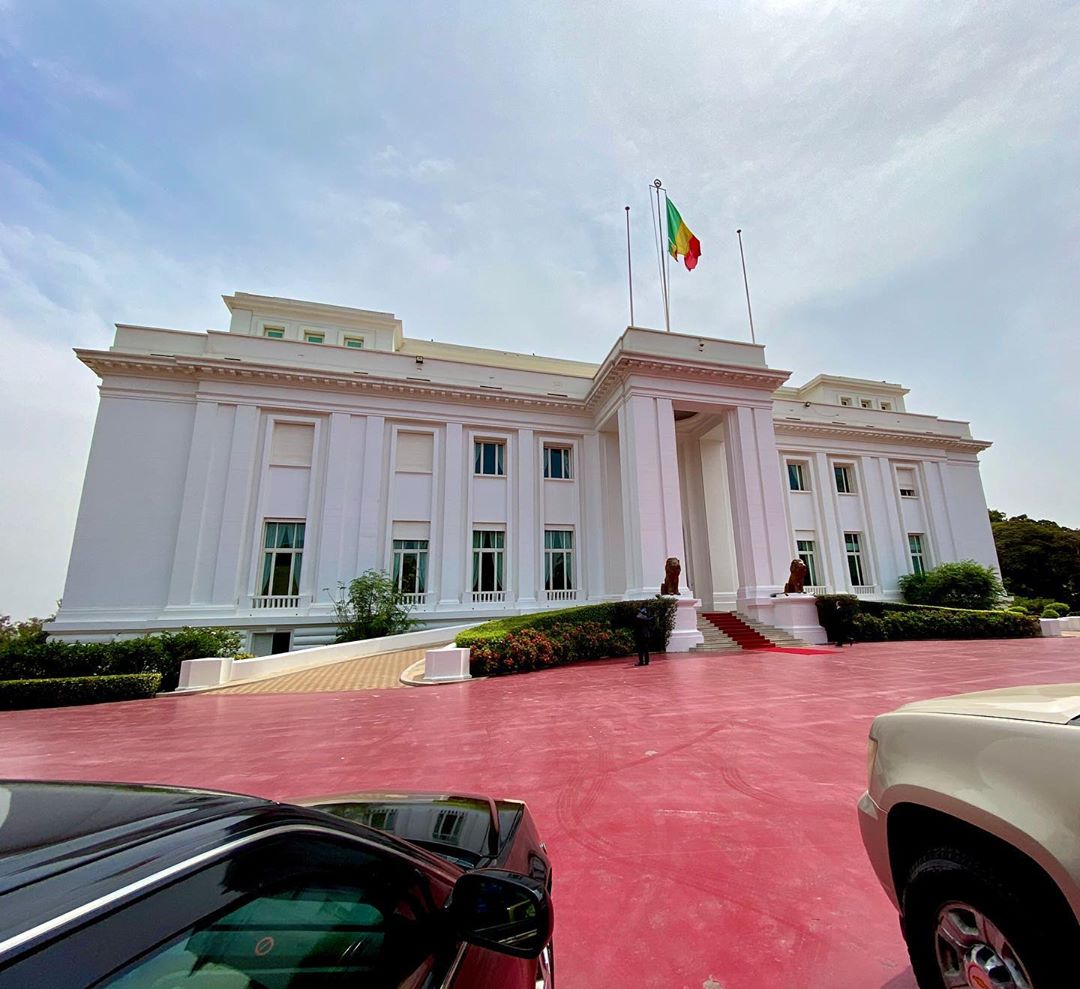
Le palais vu de proche en 2020.

La construction du palais dans son premier état est ordonnée en 1902 par Gaston Doumergue, ministre des Colonies, pour loger dans la capitale le gouverneur général de l’Afrique-Occidentale française (AOF) qui résidait alors à Saint-Louis. L'architecte en est Henri Deglane.
Après cinq années de travaux, ce bâtiment de facture néoclassique surmonté d’une tour inspirée du Trocadéro de Paris, est inauguré le 28 juin 1907 comme palais du Gouvernement général. 
Le gouverneur général alors en fonction, Ernest Roume, est le premier à y demeurer. Il a pour tâche de transférer le siège du Gouvernement général de l’AOF de Saint-Louis à Dakar et mettre en place les structures administratives centrales de ce vaste ensemble territorial.
Les gouverneurs généraux puis les hauts-commissaires s’y succèdent jusqu’au dernier d’entre eux, Pierre Messmer de 1958 à 1959. L’évolution du style engendre au cours du temps une série de réfections qui confèrent au palais sa forme actuelle, aux lignes sobres et monumentales.
Depuis l’indépendance du Sénégal, le palais de la République est la résidence du chef de l’État, occupé à ce titre par les présidents Léopold Sédar Senghor de 1960 à 1980, Abdou Diouf de 1981 à 2000, Abdoulaye Wade de 2000 à 2012, Macky Sall de 2012 à 2024 et Bassirou Diomaye Faye depuis 2024.